# Emberizoides ypiranganus
Emberizoides ypiranganus là một loài chim trong họ Thraupidae.